# اسخارواده، کوخن‌لاند
اسخارواده (به هلندی: Scharwoude) یک منطقهٔ مسکونی در هلند است که در کوخن‌لاند واقع شده‌است. اسخارواده ۴۹۰ نفر جمعیت دارد.